# الإسلام في إسبانيا
يعود تاريخ الإسلام في إسبانيا إلى بداية الفتح الأموي للأندلس في القرن السابع الميلادي حيث أصبح الإسلام دينًا واسع الانتشار في شبه الجزيرة الأيبيرية، حتى سقوطها في القرن الرابع عشر وطرد الموريسكيين أو إجبارهم على اعتناق المسيحية ، حتى تلاشت ممارسة الإسلام كلياً في القرن التاسع عشر. ثم بدأت تعود تدريجياً في القرن الواحد والعشرين بسبب الهجرة وخصوصاً من المغرب بالإضافة إلى عوامل أخرى.

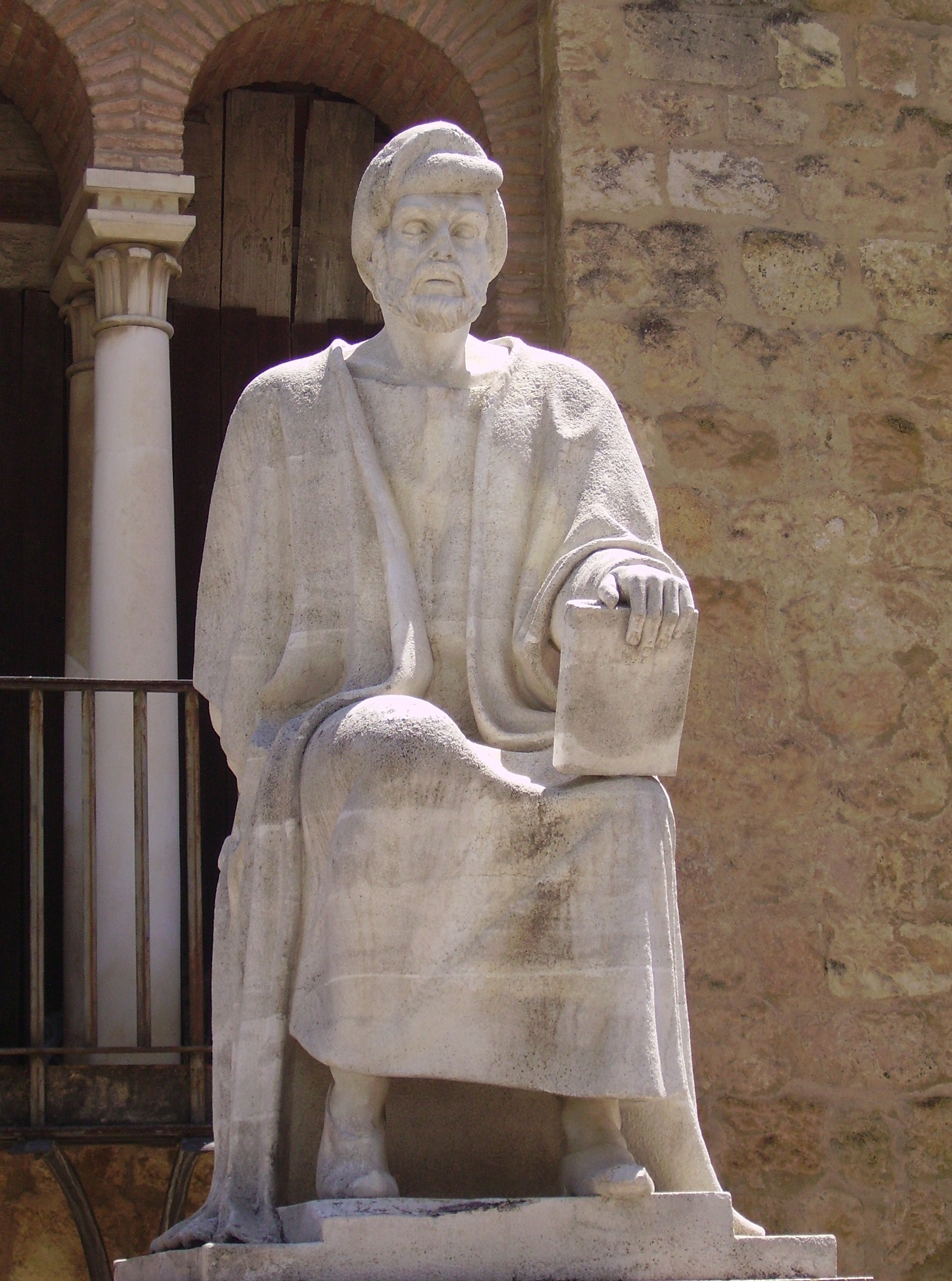
تمثال للفيلسوف المسلم ابن رشد في إسبانيا.

تُظهر دراسة أجراها أحد معاهد الدراسات أن في إسبانيا نحو 1،700،000 نسمة يعتنقون الدين الإسلامي حسب إحصاءات عام 2012م. وهذه النسبة لا تمثل سوى 13-14% من إجمالي عدد سكان إسبانيا. وحسب إحصائية أخرى أجريت عام 2018 فإن عدد المسلمين في إسبانيا قد وصل إلى 1،993،000 مسلم من مجموع السكان البالغ عددهم 46،658،000 نسمة بنسبة 1،27%. وتتألف غالبية المسلمين هناك من المهاجرين والمنحدرين من بلاد المغرب الكبير، خاصةً من المملكة المغربية وبعض البلدان الإفريقية، ويمتلك أكثر من 514،000 مواطن مسلم الجنسية الإسبانية، وهو ما يُمثل 30% من إجمالي عدد المسلمين في إسبانيا. وقد أدت موجات الهجرة التي حدثت في الآونة الأخيرة إلى تزايد عدد المسلمين في إسبانيا. وقد كشف هذا التعداد السكاني للمسلمين أن أقليم كتالونيا يحتل المرتبة الأولى من حيث عدد المسلمين، ويليه إقليم أندلوسيا ثم مدريد.

## وصول الإسلام إلى إسبانيا

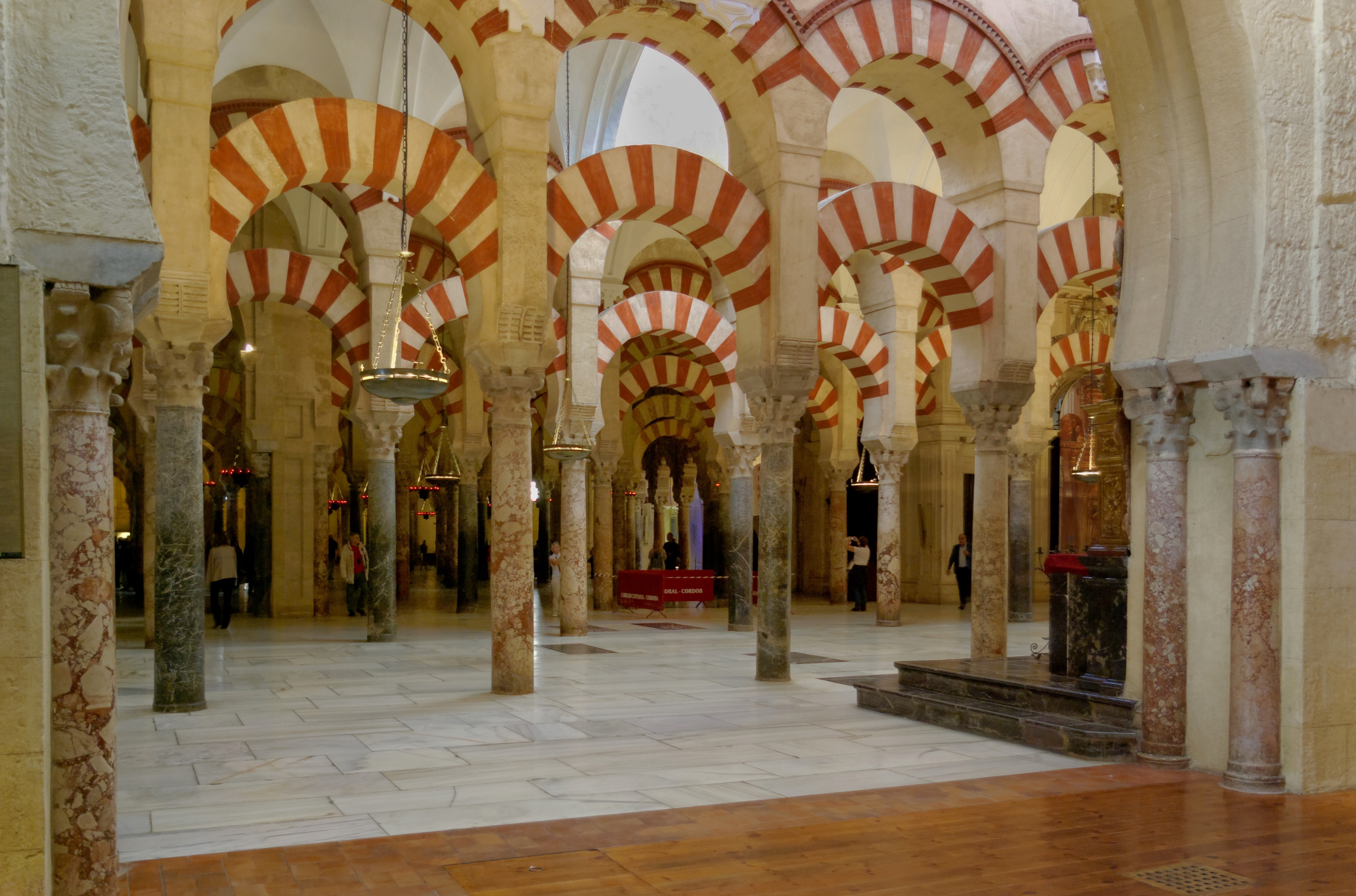
جامع قرطبة الكبير؛ وهو الآن كاتدرائية رومانية كاثوليكية.

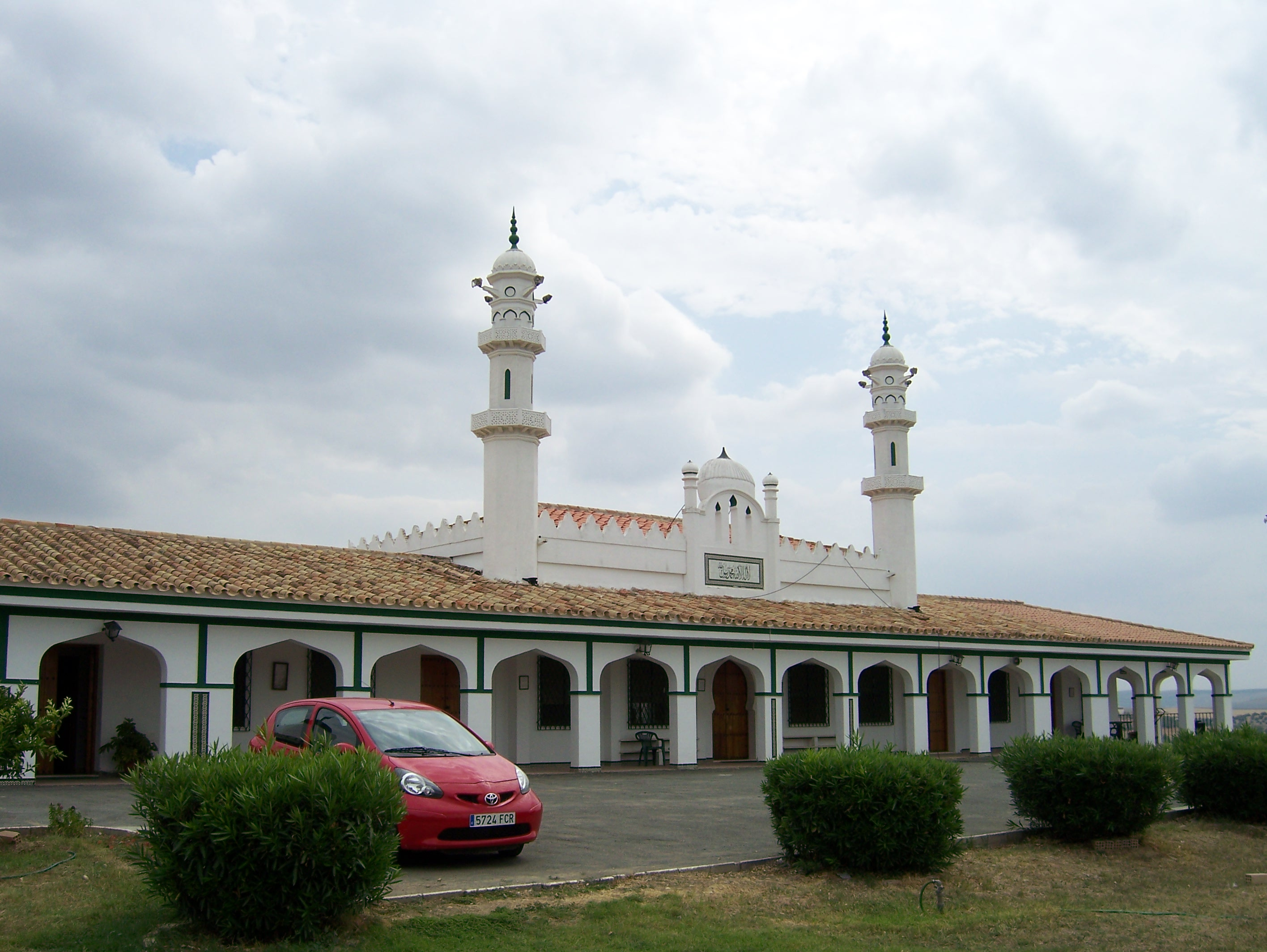
مسجد البشارات أول مسجد في إسبانيا بعد 700 سنة

وصل الإسلام إلى إسبانيا مبكراً، وذلك عندما فتح المسلمون شبه جزيرة إيبريا في سنة (93 هـ - 711 م) واكتسح المد الإسلامي أكبر مساحة من شبه جزيرة إيبريا فلم يمضي على دخول المسلمين ثلاثون عاماً ألا وكانت إيبيريا بكاملها في حوزة الإسلام، وتحول الفاتحين إلى مهاجرين واستوطنوا البلاد، بل تجاوزها نفوذهم إلى جنوب فرنسا، وادخل المسلمين في ايبريا زراعة المدرجات الجبلية، ومدوا شبكات الرى المعقدة، وأدخلوا محاصيل جديدة، وتحولت البلاد إلى مشعل حضارة.
وانتهى حكم المسلمين في أسبانيا بسقوط غرناطة في سنة (898 هـ- 1492 م) بعد عقد معاهدة بين فردناند وايزابلا يلتزمان بها باحترام الدين ولكنهما نقضا المعاهدة وحاكما المسلمين أمام محاكم التفتيش التي أصدرت أحكامها بلإعدام حرقاً على أعداد كبيرة من المسلمين واستمرت هذه المحاكم تمارس سلطانها أكثر من ثلاثة قرون ولم تلغ إلا في القرن الثامن عشر.
هاجرت أعداد كبيرة من المسلمين إلى بلاد المغرب، واضطر من بقي أن يخفي عقيدته سراً وهم الموريسكيون والذين تمردوا في سنة (976 هـ - 1568 م)، ولما يأس الأسبان من إجبارهم على ترك دينهم أمروا بطردهم من إسبانيا سنة (1019 هـ - 1610 م)، على الرغم من ان المسلمين طيلة ثمانية قرون لم يجبروا احدا على اعتناق الإسلام وتركوا للمسيحين حرية ممارسة عقيدتهم.

## الهيئات والمؤسسات الإسلامية في إسبانيا
ظهرت مجموعة من الهيئات والمؤسسات الإسلامية في غرناطة ثم انتشرت خصوصاً بعد صدور حرية الأديان ويبلغ عددها 49، منها المركز الإسلامي الأسباني، جمعية المسلمين الأسبان في غرناطة، الجمعية الإسلامية في إسبانيا، الجمعية الإسلامية في قرطبة، الجمعية الإسلامية في أشبيلية، المفوضية الإسلامية في إسبانيا. كما يوجد المركز الإسلامي الثقافي في مدريد ويضم مسجد ومدرسة تقوم بتعليم العلوم الإسلامية واللغة العربية واللغة الأسبانية، والقرآن الكريم، معهد لتعليم اللغات، ويوجد المعهد العربي للدراسات الأكاديمية، والمعهد الأسباني العربي للثقافة في مدريد، والمدرسة العربية في مدريد.

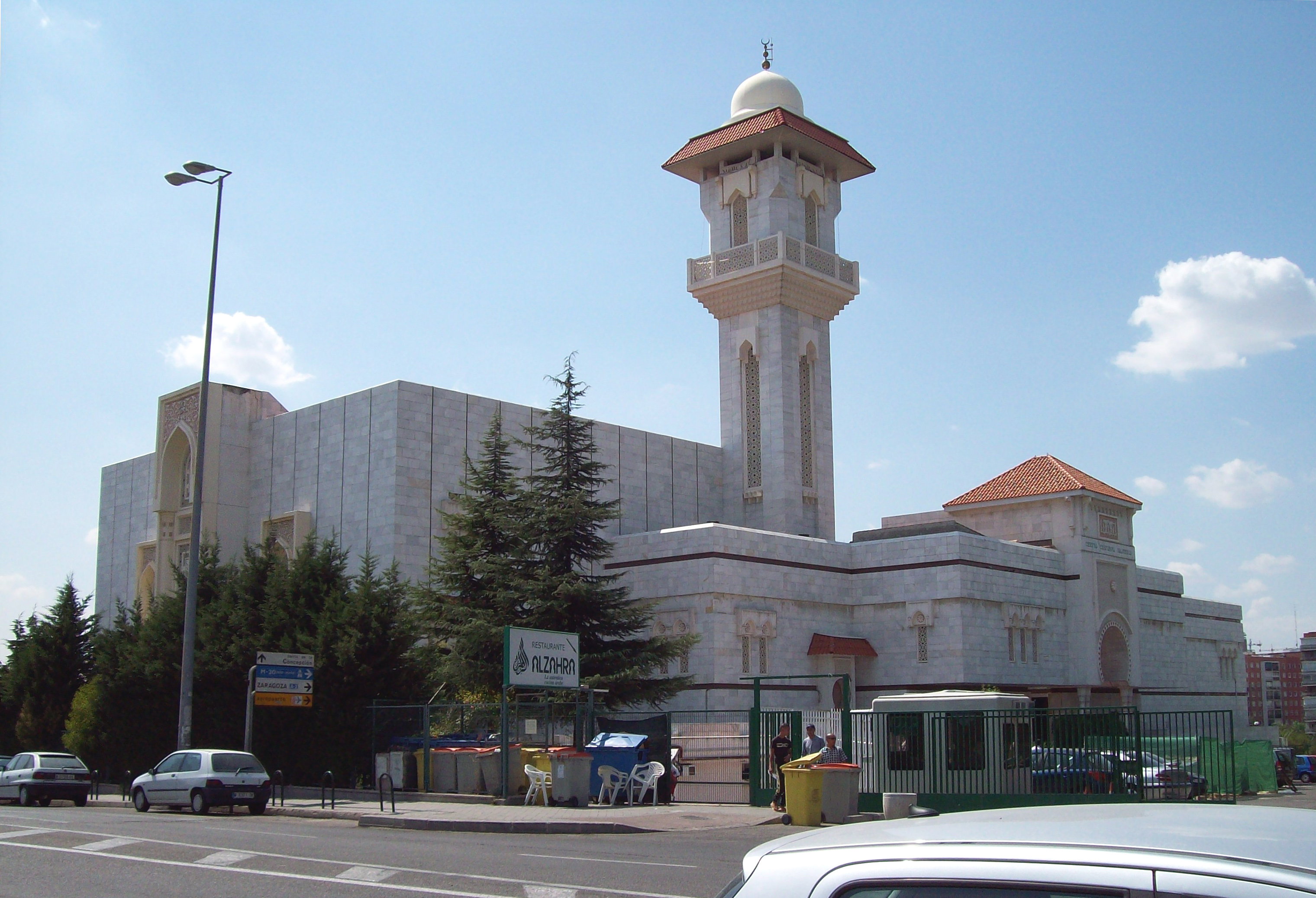
مسجد في مدريد، افتتح في سنة 1992.

## نسبة المسلمين في إسبانيا حسب السنة
| السنة | عدد المسلمين (1000x) | عدد السكان (1000x) | النسبة المئوية للمسلمين |
| ----- | -------------------- | ------------------ | ----------------------- |
| 2007  | 1,000                | 44,784             | 2.23                    |
| 2012  | 1,671                | 46,818             | 3.57↑                   |
| 2013  | 1,732                | 46,728             | 3.71↑                   |
| 2014  | 1,858                | 46,508             | 4.00↑                   |
| 2015  | 1,887                | 46,449             | 4.06↑                   |
| 2016  | 1,919                | 46,440             | 4.13↑                   |
| 2017  | 1,946                | 46,528             | 4.18↑                   |
| 2018  | 1,993                | 46,658             | 4.27↑                   |

## الانتشار حسب المناطق

### كتالونيا
وفقًا لدراسة ترعاها حكومة كاتالونيا أجريت في عام 2014، وجدت أنَّ 17.3% من سكان منطقة كتالونيا يعرفون أنفسهم مسلمون، وانخفضت نسبة المسلمين إلى حوالي 14.8% من سكان كتالونيا وفقًا لدراسة ترعاها حكومة كاتالونيا أجريت في عام 2016.

### جيرونا
كشف المرصدُ الأندلسي واتحاد الجاليات الإسلامية في إسبانيا - عن نتائج الدراسة الديموغرافية للسكان المسلمين في إسبانيا، بالتعاون مع المعهد الوطني للإحصاء والبيانات الإقليمية التي أوضحت نموًّا واضحًا بمقاطعة "جيرونا" شمال شرق إسبانيا، تَمثل في زيادة أعداد المسلمين بما يزيد عن 100.000 نسمة.

## الجمعيات الإسلامية
- تجمع الشباب المسلم في إسبانيا
- الفدرالية الإسلامية بجزر الكناري